# Патрис, Себастьен
Себастьен Патрис (фр. Sébastien Patrice, род. 7 апреля 2000, Марсель) — французский фехтовальщик-саблист, бронзовый призёр летних Олимпийских игр 2024 года, чемпион Европы и III Европейских игр 2023 года, бронзовый призёр чемпионата Европы 2024 года. Участник летних Олимпийских игр 2024 года.

## Биография
Себастьен получил лицензию в Орлеанском фехтовальном кружке, и именно в Марселе, в клубе Gémenos. В фехтование пришёл в двенадцатилетнем возрасте вместе со своим старшим братом Жан-Филиппом. Прошёл обучение в Национальный институте спорта, экспертизы и производительности (INSEP).
В июне 2023 француз выиграл в командном турнире на совмещённом чемпионате Европы, который состоялся в Кракове в рамках проведения III Европейских игр. В 2023 году на чемпионате Европы в Пловдиве в индивидуальной сабле завоевал бронзовую медаль.
В июле 2024 года на летних Олимпийских играх в Париже, в командных соревнованиях выиграл бронзовую медаль в составе французской команды саблистов.
Работает во французской полиции.